# Jezioro Mantasoa
Jezioro Mantasoa – sztuczny zbiornik wodny o powierzchni 20 km² położony około 60 km na wschód od stolicy Madagaskaru Antananarivo. Powstał w 1938 roku w wyniku zbudowania tamy na rzece Varahina-Nord , dopływie rzeki Ikopa, drugiej co do długości rzece wyspy .
W wyniku powstania zbiornika zalany został pierwszy kompleks przemysłowy Madagaskaru zbudowany w pierwszej połowie XIX wieku przez Jeana Laborde, francuskiego podróżnika i przemysłowca, w skład którego wchodził m.in. fabryka broni palnej, amunicji, kuźnia, ale także letni pałac królowej Ranavalony I.

## Źródła
- Tom Parkinson: Lonely Planet Madagascar & Comoros. Wyd. 6. Londyn: Lonely Planet, 2008. ISBN 978-1741046083.
- Mantasoa Dam. Industry_about. [dostęp 2020-07-23]. (ang.).
- Ouvrages du génie civil français dans le monde - Barrages - 1860 - 2012. iesf. [dostęp 2020-07-23]. (fr.).
- Lake Mantasoa. MadOnline. [dostęp 2020-07-23]. (ang.).